# Jiang Shu
En aquest nom xinès, el cognom és Jiang.
Jiang Shu va ser un general militar de l'estat de Shu Han durant el període dels Tres Regnes de la història xinesa. Arran de certes ordres de Jiang Wei, Jiang Shu es va unir a Fu Qian
en la defensa del Pas Yangping durant la conquesta de Shu per Wei. Després d'una escomesa del general de Wei, Zhong Hui, Jiang Shu va acabar rendint-se i lliurant el seu post a l'enemic.